# 설계기반 품질고도화
설계기반 품질고도화(QbD, Quality by Design)란 과학적 접근법과 품질위험관리(QRM)에 근거하여 제품 및 공정에 대한 이해와 공정관리를 강조하는 체계적인 접근법이다. 선행지식, 설계에 의한 시험 연구 결과, 품질위해관리 및 의약품 전주기에 걸친 지식관리를 이용하여 의도한 품질의 제품을 일관성 있게 생산하는 것을 목표로 한다.

## 같이 보기
- 품질 관리